# 泽尔多维奇数
泽尔多维奇数（英語：Zeldovich number）是一个无量纲数，它为出现在阿伦尼乌斯公式指数部分的化学反应的活化能提供了定量测量。由苏联科学家雅科夫·泽尔多维奇与弗兰克-卡门涅茨基在1938年他们发表的论文中首次出现。在1983年法国普瓦捷国际爆炸与反应系统动力学会议（International Colloquium on the Dynamics of Explosions and Reactive Systems,ICDERS）上，决定命名为泽尔多维奇数。
泽尔多维奇数表达式如下
{\displaystyle \beta ={\frac {E_{a}}{RT_{b}}}\cdot {\frac {T_{b}-T_{u}}{T_{b}}}}
其中
- {\displaystyle E_{a}} 为反应活化能
- {\displaystyle R} 为气体常数
- {\displaystyle T_{b}} 为燃烧温度
- {\displaystyle T_{u}} 为未燃烧混合物温度

后面一部分可用放热参数 {\displaystyle \alpha }表示, 则可表示为
{\displaystyle \beta ={\frac {E_{a}}{RT_{b}}}\alpha }
对于典型的燃烧现象，泽尔多维奇数一般范围为{\displaystyle \beta \approx 8-20}，在燃烧学的活化能近似逼近中，经常采用泽尔多维奇数作为膨胀过程的主要参数。